# Tekken: Blood Vengeance
Tekken: Blood Vengeance is de eerste avondvullende film met computeranimaties van de Tekken-serie. De film was op 11 mei 2011 aangekondigd op het Level Up evenement van Namco Bandai in Dubai, waar bekend werd dat Tekken: Blood Vengeance al sinds januari 2010 in ontwikkeling is. De film is ontstaan na grote vraag voor een film met computeranimaties vanuit de fans en mogelijk naar aanleiding van de slecht ontvangen verfilming van Tekken uit 2010. Tekken: Blood Vengeance is verschenen in de zomer van 2011 in de bioscoop. De film is op DVD verschenen met extra content, en op Blu-ray als onderdeel van Tekken Hybrid. Tekken: Blood Vengeance heeft zowel een Japanstalige als een Engelstalige versie.

## Verhaal
Het verhaal speelt zich af tussen de gebeurtenissen van Tekken 5 en Tekken 6 in een parallel universum met oog op de oorlog tussen de Mishima Zaibatsu van Jin Kazama en G Corporation van Kazuya Mishima. Het nieuwe personage Shin Kamiya speelt ook een grote rol in de film.

## Stemacteurs (Japans)
| Acteur             | Personage          | Opmerkingen                            |
| ------------------ | ------------------ | -------------------------------------- |
| Mamoru Miyano      | Shin Kamiya        | Nieuwe personage                       |
| Isshin Chiba       | Jin Kazama         |                                        |
| Masanori Shinohara | Kazuya Mishima     |                                        |
| Maya Sakamoto      | Ling Xiaoyu        | Andere stemactrice dan in de spelserie |
| Yuki Matsuoka      | Alisa Boskonovitch |                                        |
| Atsuko Tanaka      | Nina Williams      |                                        |
| Akena Watanabe     | Anna Williams      |                                        |
| Taketora           | Panda              |                                        |
| Ryōtarō Okiayu     | Ganryu             |                                        |
| Hidenari Ugaki     | Lee Chaolan        |                                        |

## Stemacteurs (Engels)
| Acteur                                  | Personage          | Opmerkingen      |
| --------------------------------------- | ------------------ | ---------------- |
| David Vincent                           | Shin Kamiya        | Nieuwe personage |
| Darren Daniels                          | Jin Kazama         |                  |
| Kyle Hebert                             | Kazuya Mishima     |                  |
| Carrie Keranen                          | Ling Xiaoyu        |                  |
| Cristina Vee                            | Alisa Boskonovitch |                  |
| Mary Elizabeth McGlynn (Charlotte Bell) | Nina Williams      |                  |
| Tara Platt                              | Anna Williams      |                  |
| Taketora                                | Panda              |                  |
| Paul St. Peter                          | Ganryu             |                  |
| Kaiji Tang                              | Lee Chaolan        |                  |